# Karl Konrad Polheim
Karl Konrad Polheim (* 23. September 1927 in Graz; † 16. März 2004 in Bochum) war ein österreichischer Germanist.

## Leben
Karl Konrad Polheim, Sohn von Karl Polheim (ordentlicher Professor für Deutsche Sprache und Literatur an der Universität Graz) und Irmgard Polheim, geborene von Vogtberg, besuchte ein Gymnasium in Graz und studierte Deutsch, Geschichte, Volkskunde und Kunstgeschichte an der Universität Graz, wo er 1951 zum Doktor der Philosophie promoviert wurde. Von 1952 bis 1965 war er Gymnasialprofessor am Gymnasium Fürstenfeld. Nach der Habilitation in Graz 1964 wurde er Lehrbeauftragter der Universität Graz (1964–1965) und Dozent an der Universität zu Köln (1965–1967). Von 1967 bis zu seiner Emeritierung 1992 lehrte er als ordentlicher Professor für Neuere deutsche Sprache und Literatur an der Universität Bonn. Ab 1978 gab er kritische Ausgaben von Marie von Ebner-Eschenbach und Ferdinand von Saar heraus. 1979/1980 war er Vorsitzender der Hugo von Hofmannsthal-Gesellschaft.
Karl Konrad Polheim war katholisch, hatte 1963 die zum Dr. phil. promovierte Edda Eder geheiratet. Seine Kinder waren Ava Christina und Karl Wolfram Polheim.

## Auszeichnungen
- Österreichisches Reiterabzeichen im Gold 1958
- Österreichische Ehrenkreuz für Wissenschaft und Kunst I. Klasse 1981
- Großes Goldenes Ehrenzeichens des Landes Steiermark 1994

## Schriften (Auswahl)
- Die deutschen Gedichte der Vorauer Handschrift. 1958 (Faksimile-Ausgabe und Einleitung).
- Friedrich Schlegel: Lucinde. 1963.
- Novellentheorie und Novellenforschung. Ein Forschungsbericht. 1945–1964 . Stuttgart 1965. OCLC 251797921.
- Die Arabeske. Ansichten und Ideen aus Friedrich Schlegels Poetik. München 1966. OCLC 73856345.
- Theorie und Kritik der deutschen Novelle. 1969.
- Der Poesiebegriff der deutschen Romantik. 1972.
- Das Admonter Passionsspiel – Textausgabe, Faksimileausgabe, Untersuchungen. 3 Bände. 1972–1980.
- als Hrsg.: Kritische Texte und Deutungen. 9 Bände. Niemeyer, Bonn/Tübingen 1980–1999.
- Handbuch der deutschen Erzählung. 1981.
- Literatur aus Österreich – Österreichische Literatur. 1981.
- Zwischen Goethe und Beethoven – Verbindende Texte zu Beethovens Egmontmusik. Bouvier Verlag, 1982.
- Kleine Schriften zur Textkritik und Interpretation. Bern 1992, ISBN 3-261-04331-8.
- Katalog der Volksschauspiele aus Steiermark und Kärnten. Nebst Analekten aus Bayern, West- und Ostösterreich. Tübingen 1992, ISBN 3-484-10678-6.
- Marie von Ebner-Eschenbach. Ein Bonner Symposion zu ihrem 75. Todesjahr. Peter Lang, Bern u. a. 1994, ISBN 3-906753-02-6.